# J.J. Yeley
Christopher Beltram Hernandez "J.J." Yeley (Phoenix, Arizona, 5 oktober 1976) is een Amerikaans autocoureur die momenteel actief is in de NASCAR Sprint Cup. Zijn aanspreeknaam J.J. is een afkorting van Jimmy Jack, een verwijzing naar respectievelijk zijn oom en zijn vader.

## Carrière
Yeley reed in 1998 vijf races in de IndyCar Series. Zijn beste resultaat was een negende plaats tijdens de Indianapolis 500 van dat jaar nadat hij de race vanaf de vijfde startrij was vertrokken. Hij eindigde het kampioenschap op een 32e plaats met vijftig punten. Twee jaar later reed hij nog drie races in de IndyCar Series en eindigde hij op een gedeelde 27e plaats in de eindstand. In 2001 en 2003 won hij de Sprint Car Series, een kampioenschap georganiseerd door de United States Automobile Club.
In 2004 maakte hij zijn debuut in zowel de NASCAR Winston Cup (nu Sprint Cup), Busch Series (nu Nationwide Series) en de Craftsman Truck Series (nu Camping World Truck Series). Hij behaalde tot nu toe twee podiumplaatsen in de Sprint Cup, hij werd tweede tijdens de Coca-Cola 600 op de Charlotte Motor Speedway in 2007 en hij finishte op de derde plaats tijdens de Lenox Industrial Tools 301 op de New Hampshire Motor Speedway in 2008. In 2011 reed hij de Sprint Cup voor Whitney Motorsports.